# Xibalbanus cozumelensis
Espèce
Xibalbanus cozumelensis est une espèce de rémipèdes de la famille des Xibalbanidae.

## Distribution
Cette espèce est endémique de Cozumel au Quintana Roo au Mexique. Elle se rencontre dans la grotte anchialine Cueva Quebrada dans le parc national Chankanaab.

## Étymologie
Son nom d'espèce, composé de cozumel et du suffixe latin -ensis, « qui vit dans, qui habite », lui a été donné en référence au lieu de sa découverte, Cozumel.

## Publication originale
- Olesen, Meland, Glenner, van Hengstum & Iliffe, 2017 : Xibalbanus cozumelensis, a new species of Remipedia (Crustacea) from Cozumel, Mexico, and a molecular phylogeny of Xibalbanus on the Yucatán Peninsula. European Journal of Taxonomy, no 316, p. 1–27.